# Stephan Hampel
Stephan Hampel (* 19. Juni 1989 in Prenzlau, DDR) ist ein deutscher Handballspieler.

## Leben
2008 absolvierte er sein Abitur am Helene-Lange-Gymnasium in Rendsburg.

## Karriere
Stephan Hampel begann in seiner Jugend mit dem Handball beim TSV Owschlag, damals auch noch als Feldspieler. Erst seitdem er in der B-Jugend zur SG Flensburg-Handewitt wechselte, spielt er nur noch als Torwart. Er lief mit der zweiten Mannschaft der SG  mehrere Spielzeiten in der Handball-Regionalliga auf sowie in der Saison 2010/11 in der neu geschaffenen 3. Liga. Als Flensburg am Saisonende abstieg, verließ Hampel den Verein und schloss sich dem SV Henstedt-Ulzburg an, mit dem er 2012 in die 2. Handball-Bundesliga aufstieg, nach nur einer Saison allerdings auch sofort wieder abstieg. Nachdem die für den Spielbetrieb des SV verantwortliche SVHU Handball GmbH im Januar 2014 Insolvenz anmeldete, wechselte er zum Zweitligisten TSV Altenholz. Ab der Saison 2014/15 bis zum Saisonende 2016/17 lief Hampel mit Altenholz in der 3. Liga auf.